# 근로기준법
근로기준법(勤勞基準法, 영어: Labor Standards Act)은 최초로는 1953년 5월 10일에 대한민국의 법률 제286호로 제정된 법이다. 

## 의미
근로조건의 최저기준을 정함으로써 근로자의 근로의욕을 향상시키고 근로자의 기본적 생활을 보장·향상시키며 균형있는 국민경제의 발전을 위하여 제정한 법이다. 이 법은 근로자의 기본적 생활을 보장하기 위하여 근로조건의 최저기준을 규정하고 있는 노동보호법으로 근로보호법이라고도 한다. 임금, 노동 시간, 유급 휴가, 안전 위생 및 재해 보상 등에 관한 최소한도의 노동 조건을 규정하고 있다. 따라서 근로계약서에 명시된 내용일지라도 근로기준법에서 정한 근로기준에 미달한다면, 그 내용에 한하여 효력이 없다.

## 같이 보기
- 노동자
- 노동법
- 전태일
- 문송면
- 직장내 괴롭힘 금지법